# Доктор Кто: Ежемесячные релизы
Ежемесячные релизы — основная серия аудиопьес компании Big Finish Productions, которая выходит с июля 1999 года по сей день. Стала первой серией Big Finish, посвящённой «Доктору Кто» (единственные релизы до этого - спин-офф «Бернис Саммерфилд»), после получения от BBC лицензии на сериал. В 1999 и 2000 году вышли первые 15 пьес, в которых было рассказано о приключениях Пятого, Шестого и Седьмого Докторов. В 2001 году Пол МакГанн впервые вернулся к роли Восьмого Доктора после съёмок провалившегося пилотного выпуска планировавшегося американского перезапуска «Доктора Кто» - фильма 1996 года.
В аудиопьесах произошло значительное развитие характера Шестого Доктора, что сделало его, согласно опросу, самым популярным Доктором, которого Big Finish возвратили в аудио формате. Было рассказано множество путешествий, которые остались за кадром, расположенные между финалом «Суда над Повелителем Времени» и началом «Время и Рани», когда увольнение Колина Бейкера не позволило продолжить его путешествия и даже показать «нормальную» регенерацию. В аудиопьесах к нему присоединились новые «основные» спутницы - Ивлин Смайт, сыгранная Мэгги Стаблс, Флип Джексон, сыгранная Лизоу Гринвуд, а также Констанс Кларк, сыгранная Мирандой Рейсон и Шарлотта Поллард, сыгранная Индия Фишер. Также, были возвращены Пери Браун (история которой была развита после финала 23 сезона) и Мелани Буш (встреча Доктора с которой также была реализована).
Приключения Пятого Доктора располагались между сериями, однако в них показали множество интересных моментов, например - путешествия Доктора с Ниссой (Сара Саттон) после расставания с Тиган (Джанет Филдинг) в серии «Временной полёт», или путешествия Доктора с Турлоу (Марк Стриксон) после ухода Тиган из ТАРДИС в серии «Воскрешение далеков». Кроме того, в аудиопьесах к команде ТАРДИС вернулась Нисса, постаревшая после расставания с Доктором в серии «Терминус». Между сериями «Планета огня» и «Пещеры Андрозани» располагаются множество путешествий Доктора с Пери Браун (Никола Брайант), а также присоединившейся к ним Эримем (Кэролин Моррис).
Характер Седьмого Доктора в аудиопьесах сохранялся таким, каким он стал в 25-26 сезонах, когда в сериале решили отойти от изначального образа «грустного клоуна», добавив мистики, тёмного характера и склонности к манипуляциям. Его основными спутниками стали Мелани Буш, Эйс (Софи Олдред), Хекс (Филипп Оливер) и Элизабет Кляйн (Трейси Чайлдс).
Восьмой Доктор получил Чарли Поллард (Индия Фишер), Кризза, Мэри Шелли и сюжетную арку о дивергентной вселенной. Его путешествия в ежемесячных релизах закончились в 2011 году - его основной сюжет в 2006-2007 году переместился в собственный спин-офф «Приключения Восьмого Доктора», а также его продолжение - «Тёмные глаза».

## Список пьес

### Пьесы 1999 года
| № | Название       | Сценарист       | Режиссёр       | Доктор                | Синопсис | Дата выхода  | Эпи- зодов |
| - | -------------- | --------------- | -------------- | --------------------- | --- | ------------ | ---------- |
| 1 | Сирены Времени | Николас Бриггс  | Николас Бриггс | Пятый, Шестой Седьмой | Галлифрей находится в состоянии кризиса. Три воплощения Доктора пытаются найти решение проблемы. Само Время под угрозой, когда кто-то хочет видеть Доктора мёртвым... | июль 1999    | 4          |
| 2 | Фантас-магория | Марк Гэтисс     | Николас Бриггс | 5-й                   | ТАРДИС приносит Доктора и Турлоу в Лондон 1702 года, где по улицам бродит таинственный разбойник, оккультист вступил в контакт с умершим, а люди просто исчезают..    | октябрь 1999 | 4          |
| 3 | Шёпот ужаса    | Джастин Ричардс | Гари Рассел    | 6-й                   | Доктор и Пери посещают инопланетный музей. Они находят злоумышленника и мёртвое тело, однако вскоре понимают, что за этим стоит существо из чистого звука...          | ноябрь 1999  | 4          |

### Пьесы 2000 года
| 4  | Земля мертвых                                    | Стивен Коул     | Гари Рассел    | 5-й | Приземлившись в Аляске, Доктор и Нисса обнаруживают, что миллионер Шон Бретт пробудил невообразимо древнюю силу...                                             | январь 2000    | 4 |
| 5  | Распрост-ранитель страха                         | Джонатан Блум   | Гари Рассел    | 7-й | Доктор и Эйс посещают Лондон 2002 года, где один убийца находится в психиатрической больнице, а другой в бегах. Можно ли доверить Доктору исправить ситуацию?  | февраль 2000   | 4 |
| 6  | Марианский заговор                               | Жаклин Райнер   | Гари Рассел    | 6-й | Доктор встречает Ивлин Смайт, преподавателя истории, собственная история которой, кажется, быстро исчезает.                                                    | март 2000      | 4 |
| 7  | Машина геноцида (Империя Далеков, Часть 1)       | Майк Такер      | Николас Бриггс | 7-й | Библиотека на Кар-Чаратте является одним из чудес Вселенной, и именно там Доктор и Эйс осознают, что им необходимо победить далеков!                           | апрель 2000    | 4 |
| 8  | Красный рассвет                                  | Джастин Ричардс | Гари Рассел    | 5-й | В то время как НАСА исследует «аномалию» на Марсе, Доктор и Пери оказываются в инопланетном сооружении, где им предстоит столкнуться со старыми врагами.       | май 2000       | 4 |
| 9  | Призрак болот Ланион                             | Николас Пегг    | Николас Пегг   | 6-й | Объединившись со старым знакомым, Доктор и Ивлин понимают, что древний конфликт близится к своему завершению...                                                | июнь 2000      | 4 |
| 10 | Зима для адепта                                  | Эндрю Картмел   | Гари Рассел    | 5-й | Когда эксперимент по телепортации завершается ужасной ошибкой, Нисса оказывается на ледяных склонах Швейцарских Альп в 1963 году...                            | Июля 2000 года | 4 |
| 11 | Элемент Апокалип-сиса (Империя Далеков, Часть 2) | Стивен Коул     | Николас Бриггс | 6-й | Как Галлифрей связан с планами далеков и где вот уже 20 лет находится Романа? Доктор и Ивлин втянуты во в торжение на Арчетрикс...                             | август 2000    | 4 |
| 12 | Огни вулкана                                     | Стив Лайонс     | Гари Рассел    | 7-й | Две тысячи лет назад катастрофическое извержение вулкана уничтожило Помпеи. Также, оно похоронило ТАРДИС Доктора...                                            | сентябрь 2000  | 4 |
| 13 | Тени скордж                                      | Пол Корнелл     | Гари Рассел    | 7-й | Доктор, Эйс и Бенни должны разобраться с мертвецом, что вернулся к жизни, и угрозами из другой вселенной.                                                      | октябрь 2000   | 4 |
| 14 | Святой террор                                    | Роберт Ширман   | Николас Пегг   | 6-й | Доктор и Фробишер провозглашены посланцами с небес. Но будут ли они служителями нового порядка, или их самих сделают новыми богами?                            | ноябрь 2000    | 4 |
| 15 | Фаща Мутации (Империя Далеков, Часть 3)          | Николас Бриггс  | Николас Бриггс | 5-й | Когда Доктор и Нисса оказываются в ловушке, им нужно выяснить, кто их реальные враги. Они попадают в цепь событий, связанных со вторжением далеков на Землю... | декабрь 2000   | 4 |